# Дональдсон, Ян Стюарт
Ян Стюарт Дональдсон (англ. Ian Stuart Donaldson; 11 августа 1957 — 24 сентября 1993) — британский музыкант и известный приверженец неонацизма. Основатель рок-группы «Skrewdriver», повлиявшей на возникновение движения НС-скинхедов.

## Биография
Ян Стюарт Дональдсон родился 11 августа 1957 года в городе Поултон-ле-Файлд (графство Ланкашир). Ян Стюарт вырос в Блэкпуле, где в 1976 году он сформировал группу «Skrewdriver» под впечатлением от выступления «Sex Pistols» в Манчестере. Первоначально группа играла панк-музыку, но постепенно переориентировалась на НС-скинхедскую тематику.
В 1979 году группа распалась, однако в 1982 году Ян Стюарт сформировал её заново, пользуясь связями с деятелями «Национального Фронта». Ян Стюарт стал лидером неонацистского объединения «Blood and Honour». Близким другом Стюарта был НС-скинхед Никки Крейн. Кроме того, Стюарт был лидером музыкальных групп «The Klansmen» и «White Diamond».
В 1992 году Стюарт был одним из организаторов концерта в Лондоне, во время которого произошли стычки с протестующими левыми активистами. В 1993 году Ян Стюарт записал свой последний альбом «Hail Victory» («Да здравствует победа», дословный перевод нем. Sieg Heil! — распространённого в нацистской Германии нацистского лозунга), который вышел уже после его смерти. Его последний концерт прошёл в Германии в июле 1993 года.
23 сентября 1993 года Дональдсон и его друг попали в автокатастрофу в Дербишире. Дональдсон умер на следующий день от полученных травм. Некоторые его друзья считали, что авария была подстроена британской спецслужбой МИ6.